# Культура Стародавнього Риму
Культу́ра Старода́внього Ри́му — другий етап античної культури. Вплив культури Стародавньої Греції на культуру Римської Імперії не підлягає сумніву. Давньогрецький історик, автор фундаментальної 40-томної «Загальної історії» Полібій, який прожив у Римі 16 років, підкреслив одну з особливостей давньоримської культури: «Римляни, виявляється, можуть краще за всякий інший народ змінити свої звички і запозичити корисне». Але в той же час римська культура не копіювала грецьку, вона розвивала, поглиблювала досягнуте, а також привносила власні національні риси — практицизм, дисциплінованість, дотримання суворої системи. Найбільші завойовники старовини — римляни, підкоряючи різні народи, вбирали їх культурні досягнення, але при цьому зберігали й свої «домашні» звичаї. Динамізм римської культури — така ж істотна її особливість, як і традиціоналізм. Взаємодія цих двох початків обумовила і її життєздатність, і величезну роль для подальшої культурної історії Європи, особливо Західної.

## Періоди розвитку давньоримської культури
Періоди в розвитку давньоримської культури дуже чітко відповідають трьом основним етапам у політичній історії: царському, періоду республіки і періоду імперії.

### Царський період
Традиційно починають відлік історії Стародавнього Риму з VIII століття до н. е., від легендарної дати заснування Риму Ромулом і Ремом в 753 р. до н.е. До VI ст. до н. е. Рим являв собою поліс на чолі з царями. Великий культурний вплив справляли на римлян сусідні народи, особливо загадкові етруски (неясне походження цього народу, бо залишається незрозумілою його писемність). У них римляни запозичили більшість літер свого алфавіту, прийоми будівництва, деякі обряди (наприклад, гладіаторські бої). Етруською була остання з царських династій.

### Період Республіки
- Після вигнання царя влада переходить до народних зборів, які обирали сенат і двох консулів. У період республіки (VI–I ст. до н. е.) Рим підкорив всю Італію, переміг Карфаген і завоював Грецію. Перетворення Риму на велику середземноморську державу справило вплив на ідеологічне життя римського суспільства. Греки стають вчителями своїх завойовників, грецький вплив на римську культуру домінує: вивчається грецька філософія, література, створюються риторичні школи, копіюються грецькі скульптури. У вищих колах римського суспільства набуває широкого вжитку грецька мова. Все більший вплив справляють на побут і образ життя римської знаті елліністичні звичаї. Широкі кола римського суспільства вороже ставилися до іноземних нововведень та звичаїв і чинили їм стійкий опір.

### Період імперії
Внутрішня криза республіканського ладу, перетворення армії на професійну, зміна ролі воєначальників спричиняють громадянські війни. Гай Юлій Цезар проголосив себе диктатором. Після вбивства Цезаря і запеклої боротьби до влади прийшов його племінник Октавіан Август. Його правління починає період імперії (I ст. до н. е. — V ст. н.е). Накопичений культурний потенціал, політична стабільність, величезні матеріальні багатства обумовлюють піднесення римської культури. Завойовані східні народи також роблять свій внесок до культури Риму, особливо їх вплив відчувається в релігійній сфері.
Криза Римської імперії у III столітті відбилася на стані економічного і політичного життя Імперії, на її ідеології. Старі уявлення та ідеї відійшли в минуле, поступаючись місцем новим. Все це знаменувало собою глибокий занепад культури. В області науки, літератури і мистецтва в III ст. не було створено нічого скільки-небудь значного, і лише одна область культури була винятком — право, яке інтенсивно розроблялося префектами преторія (Папініаном, Ульпіаном та іншими відомими юристами). Саме в ці роки система римського права була поставлена у відповідність до потреб світової держави. Тепер римське право включало елементи правових норм, які діяли в провінціях.
Рим довго не знає воєнних невдач, але внутрішні протиріччя ослабляють його, в кінці IV ст. н. е. відбувається поділ Римської імперії на Західну і Східну. У 476 р. Рим був зруйнований варварами, і цю подію вважають кінцем історії Стародавнього Риму та стародавньої історії взагалі.
Потужний культурний рух починається в Римі наприкінці III ст. до н. ери. Його главної особливістю був вплив грецької культури, грецької мови та освіченості. Для молодих і знатних римлян обов'язковим вважалося засвоєння всього того, що викладалося в Греції. Рим формував свою інтелектуальну еліту. Але, крім цього, потреби в освічених людей задовольнялися з допомогою освічених рабів - греків. Численні діячі римської культури (прозаїки, поети, філософи, оратори, юристи, вчителі, лікарі, скупчення у Римі вивезених з грецьких міст картин і статуй, що виставлялися на площах і храмах і служили зразками для римських майстрів. Таким чином, і знати, і простий народ міг познайомитися з грецькою культурою. Починаючи із III ст. до н. ери, особливо великий вплив на римську релігію, почала надавати грецьку. Римські боги ототожнюються з грецькими божествами: Юпітер - з Зевсом, Нептун" - з Посейдоном, Плутон - Аїдом, Марс - з Арештом, Юнона - з Герою, Мінерва - з Афіною, Церера – з Деметрою, Венера – з Афродитою, Вулкан – з Гефестом, Меркурій – з Гермесом, Діана – з Артемідою тощо. Культ Аполлона був запозичений ще Y в. до нашої ери, аналога йому римської релігії був. Одним із шанованих чисто італійських божеств був
Янус зображувався з двома особами. Це божество входу та виходу, всякого початку та кінця, двох сторін єдиного явища. Давньоіталійського походження були домашні боги - Лари, Генії. Римський пантеон ніколи не був замкнутим, до його складу приймалися іноземні божества. Ці процеси тільки віталися, тому що вважалося, Релігійні обряди сприймалися як своєрідні юридичні угоди: правильно з усіма формальностями досконалий обряд вважався гарантією виконання богами прохання того, хто молиться. Характерним проявом практичного мислення римлян була їхня любов до прикладним наукам, особливу роль, серед яких грала юриспруденція – наука про право. Вже з Ш в. до зв. ери можна було отримати консультацію професійного юриста. У II. вже існувала велика юридична література, представлена працями таких авторів, як Муцій Сцевала та Сервій Сульпіцій Руф, які займалися і практичною діяльністю, виступаючи на судових процесах. Розвивалося і красномовство /риторика/, видатним(106 – 43 до нашої ери.). Про геніальне риторичне більше 50 промов, що повністю збереглися, а й цілям було підпорядковано і римську освіту. Во затверджується грецька система освіти, але з деякими особливостями. Математичні науки відходять на другий план, поступаючись місцем юридичним, мови та література вивчаються у точному зв'язку з римською історією, в якій особлива увага приділяється прикладам гідної поведінки предків. Уроки музики та гімнастики замінюються більш практичним навчанням верхової їзди, фехтування. На вищій стадії навчання особливе
Увага, на відміну від Греції, приділяється не філософії, а риториці. На завершальному етапі нерідко робилися освітні поїздки в культурні грецькі центи, особливо в Афіни. Поряд із народною італійською творчістю (культові, обрядові, весільні та інші пісні) на становлення римської літератури сильний вплив мала класична грецька література. Перші твори латиною були перекладами з грецької мови. Найбільшим письменником кінця III - початку II ст. до нашої ери був Плавт(бл. 250-184 р. до н.ери) – знаменитий комедіограф. В свій відбиток римські реалії, хоча герої носять грецькі імена, а дію відбувається у грецьких містах. Дещо пізніше писав свої комедії Теренцій (190- 159 до н.ери), який на відміну від Плавта, намагався не використовувати римські сюжети та обмежувався переказом грецьких авторів, особливо Менандра. Римська трагедія була ще більш наслідувальною, слабо пов'язаною з римською дійсністю.
Найбільш вражаючих успіхів римська поезія досягла в I ст до н. ери. Серед багатьох поетів на той час слід зазначити Лукреція (бл. 96-55 р. до н. ери) і Катулла (87-84-бл.54 до н. ери). Лукрецію належить  філософська поема "Про природу речей", представляє що дає світ комбінацією атомів і дає поняття теорії еволюції. Поема насичена афоризмами. Катулл був майстром ліричної поезії, у його творах оспівується дружба, тонко передаються настрої та роздуми самого автора. Особливою популярністю користувалися пристрасні та виразні любовні вірші Катулла. Першим прозовим твором латинською мовою була праця Катона Старшого (234- 149 до н. ери) "Про сільське господарство"» Визначними пізньореспубліканськими письменниками були Варрон (26-27 р. до н. ери) та Ціцерон. Головний твір Варрона "Стародавності справ божеських та людських" - своєрідна історична, географічна та релігійна Енциклопедія. Його перу належать також численні граматичні, історико-літературні твори, біографії визначних громадян, філософські твори. Цицерон був не лише чудовим письменником і видатним оратором, а й визначним державним діячем, юристом, знавцем філософії. Його творчість відкрила у римській літературі епоху "золотої латині", що вважалася зразком прози.
Витоки римської історіографії сягають ще календарів жерців-понтифіків. В республіканську епоху найбільший внесок у її розвиток внесли Саллюстій (86-35 до н. війна"), а також великий полководець, диктатор Гай Юлій Цезар, який залишив нащадкам "Записки про Галльську війну". Головними завданнями римської історіографії були політична пропаганда, роз'яснення та виправдання зовнішньої та внутрішньої політики держави. На розвиток філософії вплинула грецька культура, де найбільше поширеними були вчення епікурейців, стоїків. Самостійні ж філософські системи в Римі були створені.
Римська архітектура зазнавала сильного впливу етруської та особливо грецької. В своїх споруд римляни прагнули підкреслити ідею сили, мощі, величі. Для них характерні монументальність, пишне оздоблення будівель, безліч прикрас, прагнення до суворої симетрії, інтерес до утилітарних сторін архітектури, до створення переважно не храмових комплексів, а будівель та споруд для практичних потреб. Римські архітектори розробили нові конструктивні принципи, зокрема, широко застосовували арки, склепіння, куполи, поряд з колонами використовували стовпи та пілястри. У II-I ст. до н. ери починають широко застосовуватися бетон, склепінні конструкції. З'являються нові типи будівель, наприклад, базиліки / царський будинок - прямокутна будівля, розділена всередині рядами колон або стовпів на поздовжні частини/, де відбувалися торгові угоди та відбувся суд, амфітеатри, де влаштовувалися гладіаторські бої, цирки, де відбувалися змагання колісниць, терми - складний, оточений парком комплекс, що включав банні приміщення, бібліотеки, місця для ігор та прогулянок. Виникає новий тип монументальної споруди  тріумфальна арка. Удосконалення техніки аркового будівництва сприяє активному зведенню мостів, акведуків(від лат. Ayua - вода та duco - веду). Завоювання Римом Греції, елліністичних держав супроводжувалося пограбуванням міст. Поряд із рабами, різними матеріальними цінностями в Рим у величезній кількості ввозилися грецькі статуї та картини. Так, сюди було перевезено твори Скопаса, Праксителя, Дісіппа, Апеллеса та інших відомих грецьких майстрів. Незважаючи на велику кількість оригіналів, вивезених з Греції, народжується великий попит на копії з найбільш відомих статуй. Масове копіювання гальмувало розвиток власне римської скульптури, але водночас час сприяв збереженню грецької, багато творів якої дійшли до нас тільки у римських копіях.
Свій внесок у розвиток скульптури римляни зробили в галузі реалістичного портрета, використовуючи етруські традиції. Портретні статуї набувають домінуючого значення в римській скульптурі, саме у них проявляється її своєрідність. Римлянами були створені тип статуї а т у с, що зображував оратора в тозі, і бюсти, що відрізнялися суворою простотою і відточеною правдивістю образів. У II-I ст. до н. ери були створені такі чудові роботи, як "Брут", "Оратор", погруддя Цицерона в Цезаря. З 51р. до нашої ери починається нова сторінка в Римській історії - історія імперії.
Епоха ранньої імперії – принципата(кінець I ст. до н. ери – II ст. н.е.) час розквіту римської держави. Вона перетворюється на величезну імперію, що включала Східне Середземномор'я, Північну Африку, велику частину Європи. Епоху ранньої імперії прийнято називати " Культурою століття Августа " . У період правління Октавіана Августа (27 р. до н. - 14 р. н.е.) римська культура переживає блискучий розквіт, свій "золотий вік". Римські цінності, напівзабуті релігійні обряди, перекази про "доблесті предків", "римський міф" (легенда про нібито призначену Риму богами і саму долю влади над світом), тепер всіляко підкреслювалися і були однією з основних тем усіх тодішніх культурних діячів. "Римський міф" зливався з "міфом Августа" - миротворцем, рятівником від страждань. Ці дві міфологеми стали наріжним каменем офіційної ідеології Імперії. У "століття Августа" завершився синтез грецької та римської культури. Під впливом остаточного освоєння та переробки еллінського спадщини високої досконалості досягли остаточно сформувалася антична культура, яка увійшла до як суттєвий компонент у європейську культуру. Центром вивчення філософії в Римської імперії ,як і класичної Греції, і в епоху еллінізму залишалися Афіни. В I-II ст.н.е. у римлян, як і раніше, були поширені стоїцизм і епікурейство. Серед знаті особливо популярним був стоїцизм, основними представниками якого в цей час були Сенека /бл. 4г. до н. ери – 65 р. н.е./ та імператор Марк Аврелій (121-180 н.е.). Низькі верстви суспільства особливо шанували бродячих філософів-кіпиків. Для релігії епохи принципату характерним є встановлення нових культів - шанування імператорів, які оголошувалися після смерті божественними, і богині Роми як покровительки всієї Римської імперії. Дуже популярні були культи богів - рятівників, які перемогли смерть та знайшли способи дарувати тим, хто вірить у них, безсмертя в потойбічному світі. Центрами наукової діяльності Римської імперії були найбільші міста: Рим, Олександрія, Афіни, Карфаген та ін. Велике значення у I-II ст. н. е. надавалося географічним знанням. Саме тоді з'являються трактати Страбона (64/63 до н. ери -23/24н.е.), Птолемея (після 83- після 161). "Природну історію", що була енциклопедією з фізичної географії, ботаніки, зоології, мінералогії, створив Пліній Старший (23/24-79). Великих успіхів досягла медицина: лікар Гален (129-199) проводив досліди з вивчення дихання, діяльності спинного та головного мозку.
У класичній праці "Про частинах людського тіла” він дав перший анатомо-фізичний опис цілісного організму. В цей період було створено школи для підготовки лікарів. Проте поряд із досягненнями математично-природничої грамотності вже в II ст.н.е. стали помітні ознаки регресу. В астрономії відбувається відмова від запропонованої Аристархом Самоським ще в III ст. до нашої ери геліоцентричної системи, що приймається запропонована Птолемеєм геоцентрична теорія, згідно з якою центром сонячної системи є Земля. Крім того, особливою популярністю в цей час користується астрологія. Говорячи сучасною мовою, вона буквально переживає “бум”, який приводить до того, що жодне рішення не приймається без консультацій з оракулом, віщуном та ін. У II - III ст.н.е. найвищого розквіту досягає римська юриспруденція. Створюються численні теоретичні твори, юристи беруть активну участь в управлінні державою, що займають високі державні посади, є експертами та радниками імператорів. Найбільш відомими юристами на той час були Гай (2-я пол.Пв.), Юліан (II ст.), Папініан (бл. 146-212), Уліпіан (? - 228) та ін. Одне з найбільших досягнень римської культури – література епохи ранньої імперії. Особливого розквіту вона досягає за правління першого римського імператора Августа (63 до н. ери - 24 н.е.). Прагнучи зміцнити свій авторитет, він активно залучав до двору письменників, поетів, митців. Багатьом з них заступався і надавав матеріальну допомогу наближений Серпня - Гай Цильний Меценат(? - 8 до нашої ери), чиє ім'я стало номінальним (меценат і меценатська діяльність пішла саме з цього часу. Серед тих, хто користувався підтримкою Мецената - чудові поети Вергілій (70-19 до н. ери), перу якого належить знаменита поема "Енеїда", і Горацій (65-8 до н. ери), поезія якого стала взірцем для європейської лірики. Трохи згодом творив ще один знаменитий римський поет - Овідій (43 до н. ери – 18 н.е.).
Особливою популярністю серед його творів користуються "Метаморфози" - поема, в якій викладаються грецькі міфи про перетворення богів на героїв. Розумна, іронічна, сповнена гірких докорів долі, поезія Овідія дуже вплинула на літературу Середньовіччя та Відродження. Римська література I-II ст. представлена цілим сузір'ям імен: письменники Апулей - автор авантюрно-алегоричного роману "Метаморфози, або Золотий осел"; Плутарх (бл.4б- ок.П9), знаменитий "Порівняльними життєписами" видатних греків та римлян; сатирики Ювенал (бл.60 -бл.127), Летроній(? - 66), Лукіан (бл.120-190). В епоху ранньої імперії розквіту сягає римська історіографія. Титу Лівію (59 до н. ери-17 р. н.е.) належить праця "Історія Риму", від заснування міста до 9 р. н.е. Великий римський історик Тацит(бл. 55-120г.) - Автор робіт "Аннали", "Історія", "Німеччина". У цей період було створено фундаментальні праці з римської та всесвітньої історії, проте велика вада історіографії на той час - її явна орієнтація на уславлення імперії. У період принципату у багатьох містах імперії розвивається велике будівництво. створюються нові храми, палаци, театри, цирки, терми тощо. У 1-11 ст. з'являються два самі відомі римські архітектурні пам'ятки: Колізей - найбільший амфітеатр Античного світу, що вміщує близько 50 тисяч глядачів, що спостерігали за цькуванням звірів та гладіаторськими боями, і Пантеон /храм в ім'я всіх богів/- найзнаменитіша антична споруда заввишки 43 м. Стіни, стелі та підлоги громадських будівель, а також палаців імператорів та багатих будинків приватних осіб прикрашали розписом чи мозаїкою.

## Релігія
```
Релігія римлян найдавнішого часу базувалася головним чином на уявленні про внутрішні сили, властиві окремим предметам і людям, на вірі в духів
 
— охоронців і заступників місць, дій, станів. До них належали 
генії
 (добрі 
духи
, що охороняли людину протягом її життя), 
пенати
 (охоронці і заступники рідної оселі, а потім
 
— усього римського народу, звідси бере свій початок відомий вислів
 
— «повернутися до рідних пенатів», тобто повернутися на батьківщину, додому). Вірили і в божества гір, джерел, лісів. Ці духи і божества були спочатку безособові і безстатеві, нерідко іменувалися і в чоловічому, і в жіночому роді (
Янус
 і 
Яна
, 
Фавн
 і 
Фавна
). Цим божествам приносилися жертви, їм присвячувалися релігійні церемонії. Величезне значення приділялося різного роду 
ворожінням
 (за летом птахів, за 
нутрощами
 
тварин
 тощо).
```

Під впливом італійських племен з'явилися бог Сатурн, верховний бог Юпітер, Юнона і Мінерва. У плебеїв (нижча верства громадян) була своя трійця божеств: Церера (богиня злаків), Лібер (бог виноградарів) і Лібера. Загальноіталійськими богами стали Марс (бог війни), Діана (богиня Місяця), Фортуна (богиня щастя, успіху), Венера (богиня весни і садів, потім — кохання і краси). Деякі боги шанувалися головним чином людьми одного стану або професії (крамарі шанували Меркурія, ремісники — Мінерву). У римлян не склалася власна розвинена міфологія. З посиленням грецького впливу відбулося певне зближення римських богів з грецькими і запозичення грецької міфології (Зевс — Юпітер, Гера — Юнона, Афіна — Мінерва, Асклепій — Ескулап тощо). Проникали в Рим і східні культи — Ісиди, Осіріса, Кібели, вмираючого і воскресаючого бога Мітри.
Характерною рисою світогляду давніх римлян була міфологізація своєї історії. Якщо про богів практично не було сюжетних розповідей, то про заснування Риму розповідав міф про братів Ромула і Рема, які спершу чудом залишилися живими після змови проти їх батька і потім були вигодувані вовчицею. Починаючи з найдавніших часів передавалися розповіді про військову доблесть і патріотизм римлян. Одна з них — про Гая Муція, прозваного Сцеволою (Лівшею). Під час облоги Риму етрусками він пробрався у ворожий табір і спробував убити царя, але був схоплений. Щоб показати ворогові стійкість духу римлян, Гай Муцій сам поклав праву руку на вогонь світильника і спалив її, не вимовивши ні звуку. Приголомшені етруски відпустили Муція і зняли облогу. Пізніше на честь воєнних перемог Риму влаштовували грандіозні тріумфи, а полководці ставали об'єктом культу. Римський народ вважав себе обраним, а свою державу — однією з найвищих цінностей. На етапі імперії сформувався культ імператора як живого бога.

### Виникнення християнства
В міру наростання загальної кризи Римської імперії настає і криза традиційної релігії. Внаслідок складного синтезу східних релігій і культів, передусім юдаїзму, платонівської і елліністичної філософії (зокрема стоїцизму) та соціальних утопій виникає нова релігія — християнство. З юдаїзму — монотеїстичної національної релігії єврейського народу — в християнство прийшла та частина Біблії, яка називається Старим Заповітом — збірник давніх священних текстів. Він складався протягом І тисячоліття до н. е.

## Система виховання й освіти
Особливу роль у римлян відігравало сімейне виховання. Діти виховувалися в дусі поваги до вірувань і звичаїв предків, беззаперечного підкорення батьківській владі. Справжній громадянин у римлян — це слухняний син і дисциплінований воїн. Прадавнє законодавство передбачало суворе покарання за порушення батьківської волі, в цьому ж напрямі діяла державна релігія з її обожнюванням громадянської і військової доброчесності. У V ст. до н. е. з'явилися елементарні (у перекладі з латині — основні) школи, де навчалися головним чином діти вільних громадян. Предмети — латинська і грецька мови, письмо, читання і лічба. Пізніше серед знатних і заможних сімей набула поширення домашня освіта. У II ст. до н. е. виникли граматичні і риторські школи, які також були доступні тільки для дітей багатих римлян. Риторські школи були своєрідними вищими навчальними закладами (ораторське мистецтво, право, філософія, поезія). Поступово юристи-вчителі утворили досить стійкі групи, які отримали назву «кафедри». За таким же принципом оформляються кафедри риторики і філософії, медицини й архітектури. Декілька вищих шкіл виникає у II ст. н. е. (Рим, Афіни). Студенти, які приїжджали здобувати освіту з різних частин Римської держави, об'єднувалися в земляцтва — «хори».
У період республіки навчання було приватним, і держава в нього не втручалася. Однак у часи імперії держава почала контролювати систему освіти. Вчителі перетворилися на оплачуваних державних службовців. Відповідно до розмірів кожного міста встановлювалася кількість риторів і граматиків. Вчителі користувалися рядом привілеїв, а в IV ст. н. е. всі кандидатури викладачів підлягали затвердженню імператором. Така система мала і позитивні, і негативні наслідки.

## Наука
Римляни зуміли освоїти і переробити накопичений наукою різних країн потенціал і, розвиваючи його, досягнути найзначніших результатів, особливо в тих галузях знань, де можливе практичне застосування наукових досягнень.
На римській філософії найсильніше позначався грецький вплив, тут не склалося жодного оригінального напряму. Популярність отримали насамперед морально-етичні вчення. Майже офіційною доктриною римської держави став стоїцизм, який бачив мету філософії в тому, щоб вказати шлях до щастя. Видатним представником цього напряму був Сенека. Він відігравав помітну політичну роль при імператорі Нероні, але закінчилася його кар'єра трагічно. Запідозривши участь Сенеки в змові, Нерон змусив філософа покінчити життя самогубством. Сенека насамперед розробляв проблеми практичної моралі: подолання страху смерті, важливість стриманості, етична рівність людей, існування долі. Філософська розробка такого кола ідей дозволяє вважати вчення Сенеки одним з джерел християнської етики.
Помітним внеском римської науки було створення цілого ряду енциклопедичних робіт, які систематизували знання, накопичені в різних сферах. Так, основні ідеї античної матеріалістичної думки про атоми, про смертність душі, незалежність природи від волі богів викладає Тіт Лукрецій Кар у науково-просвітницькій поемі «Про природу речей». Він, зокрема, формулює фундаментальні ідеї зв'язку руху і часу, збереження речовини («з нічого ніщо постати не може та в цілковите ніщо повернутись»), нескінченність світу («Всесвіту справді у жодному напрямі жодна границя не замикає… Визнати мусиш те, що не має кінця, в який бік би не ширився, всесвіт»).
Класична праця з географії належить Страбону, який зібрав у своїй «Географії» всі існуючі відомості про країни і народи — від Британії до Індії. Птолемей, узагальнюючи астрономічні спостереження, розробив геоцентричну модель світу, згідно з якою навколо Землі, яка має форму кулі, обертаються Сонце та інші планети. Ця модель залишалася панівною до Нового часу. Головною фігурою античної медицини і незаперечним авторитетом протягом подальшого тисячоліття був Гален, який вивчав нервову систему, спинний мозок. Галену належить перша в історії науки концепція кровообігу.
З огляду на особливе ставлення римлян до своєї держави зрозуміла виняткова роль історичної науки у Стародавньому Римі. Істориками часто ставали люди, які займали високе суспільне становище і брали активну участь у політичному житті. Історичні твори належать Юлію Цезарю («Записки про гальську війну»). Близьким до Октавіана Августа був Тіт Лівій, твори якого є майже єдиним джерелом для вивчення ранніх періодів в історії Риму. Тацит намалював картину римської історії часів імперії, приділивши значне місце варварським племенам, які нападали на Рим, згадавши серед інших і венедів (одна з назв слов'янських племен у старовину). Одним з найпопулярніших істориків світу залишається Плутарх, який обрав жанр історичного портрета. Його твори і зараз видаються великими тиражами, читаються. У «Порівняльних життєписах» він відшукує паралелі в грецькій і римській історії через розгляд біографій уславлених людей.
Виключно значущим і оригінальним внеском Стародавнього Риму в світову наукову традицію є створення юриспруденції. Римське право обов'язково входить в навчальний курс усіх сучасних вищих навчальних закладів, які готують юристів. Перші закони були письмово оформлені за часів боротьби плебеїв з патриціями в ранній республіці і втілили перемогу рівності політичних прав усіх громадян Риму. В результаті з'явилися так звані «Закони Дванадцяти таблиць», які заклали підвалини римського законодавства. Важливий внесок у розвиток юриспруденції зробив Марк Туллій Цицерон — видатний оратор, автор праць з філософії держави, послідовний прихильник демократичного правління. Після вбивства Цезаря він намагався відтворити республіку, але марно.
У Римі діяла чітка судова система. У часи пізньої республіки та імперії, коли в закони часто вносилися зміни, виникла потреба інформувати громадян про закони, які приймалися. За Юлія Цезаря на центральну площу виставляли гіпсову дошку з повідомленнями про воєнні перемоги й урядові акти та рішення — «Щоденні відомості римського народу» (своєрідний прообраз газет). Копії розсилалися по державі у всі провінції.

## Літературна традиція
Цілком особлива роль належить у світовій культурній традиції латинській мові. Масштаби римських завоювань перетворили її на мову міжнаціонального спілкування для всіх підкорених народів — від Іспанії до Межиріччя. На основі так званої «народної латини» виникло багато сучасних європейських мов: італійська, іспанська, французька, англійська. Надалі латина довго залишалася в Європі мовою літератури і науки, а в медицині не втратила цю роль і до сьогодні. Латинською ведеться католицьке богослужіння.
Особливість розвитку латини полягає в тому, що протягом тривалого часу мова ця удосконалювалася не в художній творчості, а насамперед у політичній сфері: у виступах ораторів у сенаті і на судових процесах, у законотворчості, в політичній публіцистиці. Про образність мови свідчить безліч афоризмів, які живі і зараз: «Карфаген мусить бути зруйнований» (лат. Carthaginem esse delendam — Катон), «Прийшов, побачив, переміг» (лат. Veni vidi vici — Юлій Цезар), «Доки, Катіліна, ти будеш випробовувати наше терпіння?» (Цицерон) і багато інших. Цицерон, який вважав себе насамперед політиком, по суті був творцем латинської художньої прози. Зразковим став стиль його промов, листів, філософських творів. Своєрідне продовження цієї традиції ми бачимо вже в художній літературі: саме в Стародавньому Римі вперше з'являється прозаїчний роман. Найпопулярнішим був сатиричний роман «Метаморфози, або Золотий осел» Апулея.
Поезія Стародавнього Риму не мала власної національної традиції. Вона починає активно розвиватися тільки під впливом грецької літератури, в кінці республіканського періоду. Переломну роль відіграла творчість Катулла. Її головна тема — не Римська держава, не римський народ, а особисті переживання, почуття і думки. Він створює цикл ліричних віршів, більшість з яких передає драматичні злами стосунків з жінкою, виведеною під поетичним псевдонімом Лесбія. На відміну від епічних поем, при читанні його віршів практично не відчуваєш часової дистанції.
Час правління Октавіана Августа часто називають «золотим віком» римської літератури. Сучасниками були три великих римських поети — Вергілій, Горацій і Овідій. Найзнаменитішим твором римської літератури стала поема Вергілія «Енеїда». Вергілій з блиском вирішив дуже важке творче завдання. Справа в тому, що «Енеїда» — це літературний епос, тобто вона не має народної усної основи, повністю створена поетом. До того ж поема відразу стала складовою частиною римської державної ідеології — поет писав на політичне замовлення імператора. Коротко зміст поеми такий. Еней — син царя Анхіза і богині Венери, один із захисників Трої, після її падіння відправляється в плавання на кораблі, довго поневіряється і зрештою, виконуючи волю богів, прибуває в Італію і стає родоначальником римського народу. Від нього ж ведеться і родовід Юліїв, до яких належав Октавіан Август. Неперевершеним вважається володіння Вергілієм виразними засобами мови. В.Брюсов писав, що «для поета читання „Енеїди“ в оригіналі є суцільним рядом здивувань… перед владою людини над стихією слів». Існує безліч перекладів поеми на сучасні мови. Можна пригадати, що початок формування сучасної української літературної мови поклала авторизована «Енеїда» Івана Котляревського.
Ліричними поетами були Горацій і Овідій. Творчість Горація пройнята розумінням ролі поета в суспільстві. Особливо чітко ці думки пролунали в оді «Пам'ятник». До цього сюжету Горація звертався О. С. Пушкін («Я памятник себе воздвиг нерукотворный…»), інші.
Важко склалася доля Овідія. Його збірник «Мистецтво любові» приніс йому величезну популярність і обвинувачення в аморальності. Потім він звернувся до класичних сюжетів — «Метаморфози» («Перетворення») — поетична переробка міфів, у сюжеті яких присутні чудові перетворення. За не зовсім зрозумілих, ймовірно політичних, причин Овідія було заслано до Причорномор'я, звідки він писав пройняті тугою «Листи з Понту» (грецька назва Чорного моря — Понт Евксинський).
За часів імператорів з династії Флавієв та Антонінів давньоримська поезія розвивалася у напрямку символізму, формується нова латинська література. Представниками її були Тіт Анніан, Публій Помпоній Секунд, Понтік.
У римські часи з'явилося багато новинок у книжковій справі. Крім папірусу, поширився винайдений у малоазійському місті Пергамі матеріал для письма — особливим чином оброблена шкіра — пергамент. Крім книг-сувоїв з'явилися книги-кодекси, які від сучасних книг відрізнялися тільки способом скріплення аркушів. Бібліотеки як сховища документів, книг існували вже давно, а ось бібліотеки для громадського користування виникли саме в Римі. Цікаво, що в цих бібліотеках були передбачені досить ізольовані місця для роботи, оскільки в ті часи люди читали виключно вголос.

## Мистецтво

### Архітектура

#### Громадська архітектура
Для практичних римлян мистецтво було одним із засобів розумної організації життя, звідси — провідне місце архітектури. В архітектурі римляни об'єднали етруську і грецьку традиції, східні елементи. Римляни урізноманітнили будівельні матеріали: використали дуже міцний з'єднувальний вапняковий розчин, винайшли бетон. Римські архітектори і будівельники досконало освоїли і дуже широко використали арочну конструкцію, її розвитком стали склепіння і купол.
Центрами політичного і культурного життя в містах були форуми (буквальне значення — ринкова площа). Тут на ранніх етапах проводилися народні збори, зводилися головні храми та інші громадські споруди (більшість з них являли собою базиліки — прямокутні в плані, розподілені поперечними стінами на декілька залів, у перекладі — «царський будинок»). Всіх перевершував уже в республіканську епоху, звичайно ж, римський форум. Юлій Цезар поклав початок традиції будівництва форумів кожним новим імператором (форум Августа, форум Траяна). Частиною форумів були меморіальні споруди, які прославляли перемоги римської зброї, видатних полководців, а потім імператорів: тріумфальні арки і колони (найзнаменитіша — колона Траяна).
У Стародавньому Римі створюється ряд абсолютно нових типів споруд. Це передусім амфітеатри. Найбільший — амфітеатр Флавіїв або Колізей (I ст. н. е.). Місця для 50 тисяч глядачів спиралися на конструкцію, фасад якої має вигляд триярусної аркади. Арена у формі еліпса була забезпечена складною системою підземних технічних приміщень. Важливою частиною римського способу життя були терми, які служили не тільки лазнями, але і культурними центрами, місцями зустрічей, відпочинку. В епоху імперії терми стали величезними спорудами з внутрішнім оздобленням, які не поступалися палацам. Крім приміщень з холодними і гарячими басейнами, вони включали зали для відпочинку, для фізичних вправ, а іноді й бібліотеки. У бідних міських районах уперше з'являються багатоповерхові житлові будинки — інсули.

#### Культова архітектура
Як і раніше важливим було культове будівництво. На відміну від греків, римляни вміщували колонаду найчастіше тільки перед фронтальною стороною храму. Часто будували круглі в плані храми — ротонди (від латинського — кругла). Вони розробили свої варіанти дорійського, іонійського і корінфського ордерів, причому в їх використанні не було такої суворості, як у греків. По мірі зростання могутності Риму храми, спочатку досить скромні, ставали все багатшими і прекраснішими.
Свого найвищого втілення архітектурна й інженерна думка Стародавнього Риму дістала в Пантеоні — храмі всіх богів, побудованому у II ст. н. е., ймовірно, Аполлодором Дамаським. Храм являє собою ротонду, вхід в яку прикрашений портиком. Купол цього храму, відлитий з бетону, в діаметрі перевищує 40 м (за розмірами він залишався в Європі неперевершеним до XIX ст.) Люди старовини сприймали купол як символ неба — втілення верховного бога Юпітера. У зв'язку з цим особливу роль відігравав єдиний отвір, розміщений у вищій точці купола. Стовп світла, який проникав через нього, ставав центром композиції. Периметр храму і його висота практично однакові, такі пропорції «збільшують» приміщення. У нішах навкруг залу у давнину стояли статуї богів. Дуже багатими є внутрішнє оздоблення різними сортами мармуру, яке повністю збереглося до наших днів. Уперше в світовій архітектурі в цьому храмі головна роль відведена не зовнішньому вигляду, а створенню особливої внутрішньої атмосфери.
Найвідомішими архітекторами пізньої доби Римської імперії були Анфемій Траллський, Ісидор Мілетський Старший, Ісидор Мілетський Молодший.

#### Римські дороги
Уславили римлян і їх технічні споруди. Мережа чудових мощених камінням доріг з'єднувала всі частини величезної держави. Найдавніша Аппієва дорога, яка вела в Рим, служить і зараз. Римляни запозичили на Сході і довели до досконалості арочну конструкцію мостів. Міста обов'язково оснащувалися складною системою водопостачання. Символом могутності і багатства Риму була протічна вода, яка струмувала в римських вуличних фонтанах. Водопроводи були як підземними, так і наземними. У наземних водопроводах — акведуках — керамічні труби клали на високу аркаду. Для брудної води будувалися підземні канали.

### Образотворче мистецтво
Якщо грецька скульптура прославилася насамперед узагальненими образами, які втілювали людську красу, то в Римі значного розвитку набув жанр психологічного скульптурного портрета. Його джерелами були: особливий культ родини (латиною — «фамілії»), предків у римлян, з одного боку, а з другого — нове сприйняття особистості, її ролі в історії. Мистецтво «оживило» історію, залишивши портретну галерею її головних дійових осіб: Помпея Великого, Юлія Цезаря, Цицерона, Октавіана та інших.
Фрескове малярство і реалістичні мозаїки, з багатою колірною гамою, з передачею об'єму і глибини простору — стали відомі після розкопок міст Помпеї і Геракуланума, знищених під час виверження вулкана Везувій у 79 р. н. е. Ця трагедія, яка принесла загибель людям, зберегла життя творам мистецтва. Розкопки тут розпочали у XVIII ст., вони тривають і зараз. Про живописні портрети дізналися після археологічних знахідок у Фаюмській оазі в Єгипті, де склався поховальний обряд, що об'єднав східні і західні традиції. На дошках (іноді — тканинах) на восковій основі були написані портрети померлих, які вражають витонченістю, а також точністю передачі не тільки зовнішності, але й внутрішнього світу людини.

### Театральне мистецтво
Виникнення театрального мистецтва в Римі пов'язане зі святами збору урожаю. Самобутнім римським театральним жанром були міми — побутові комічні сценки, які включали діалоги, спів, музику і танці (своєрідний прообраз сучасної оперети). Пізніше стали ставитися комедії і трагедії за грецьким зразком. Римські актори походили з середовища вільновідпущеників або рабів (відомий актор пізньої Римської республіки Клодій Езоп). Вони займали, як правило, низьке суспільне становище. У Римі вперше виникають професійні акторські трупи і камерні (для невеликої кількості глядачів) театральні вистави.
Великою популярністю в Римі, особливо в період занепаду, користувалися циркові вистави, гладіаторські бої, що свідчило про деградацію театральної культури.

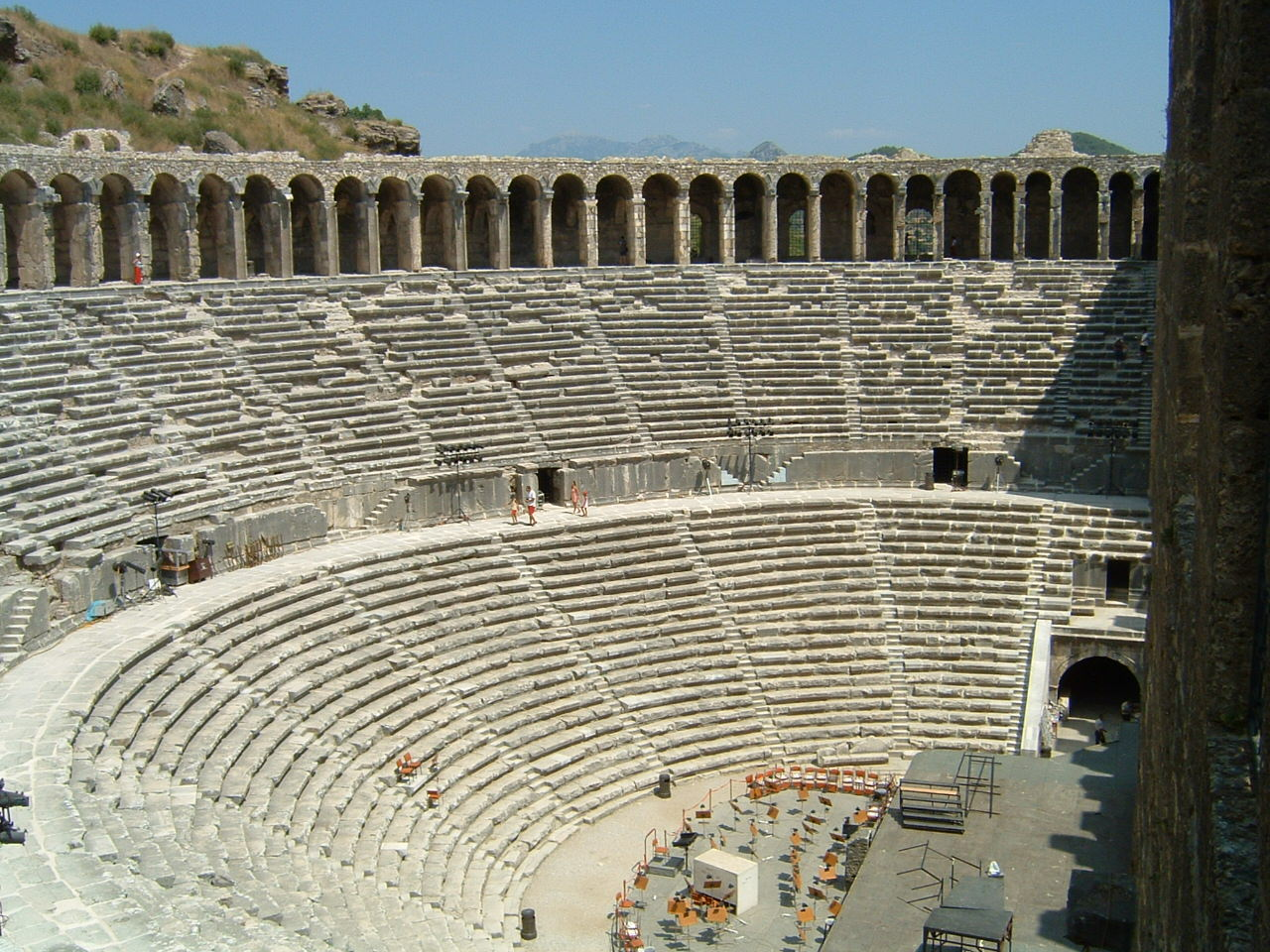
Давньоримський театр в Аспендосі, Туреччина
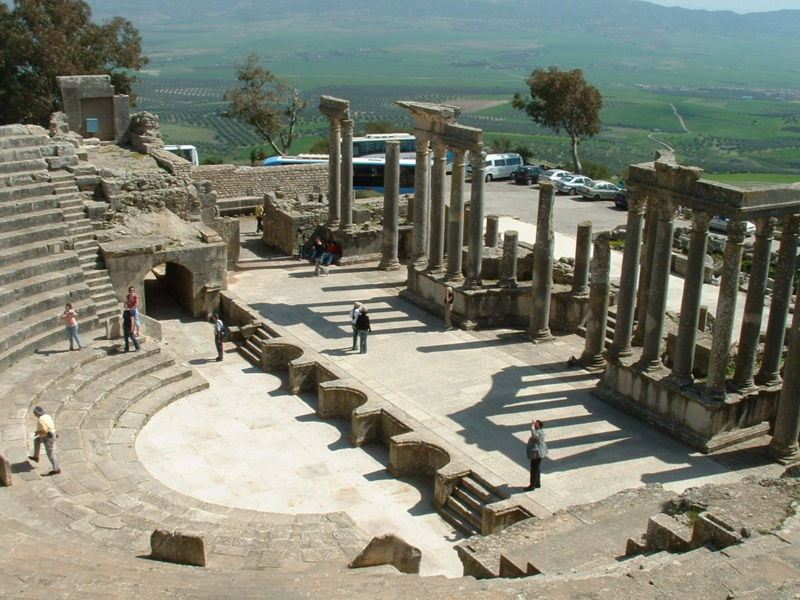
Залишки давньоримського театра у місті Дугга, Туніс
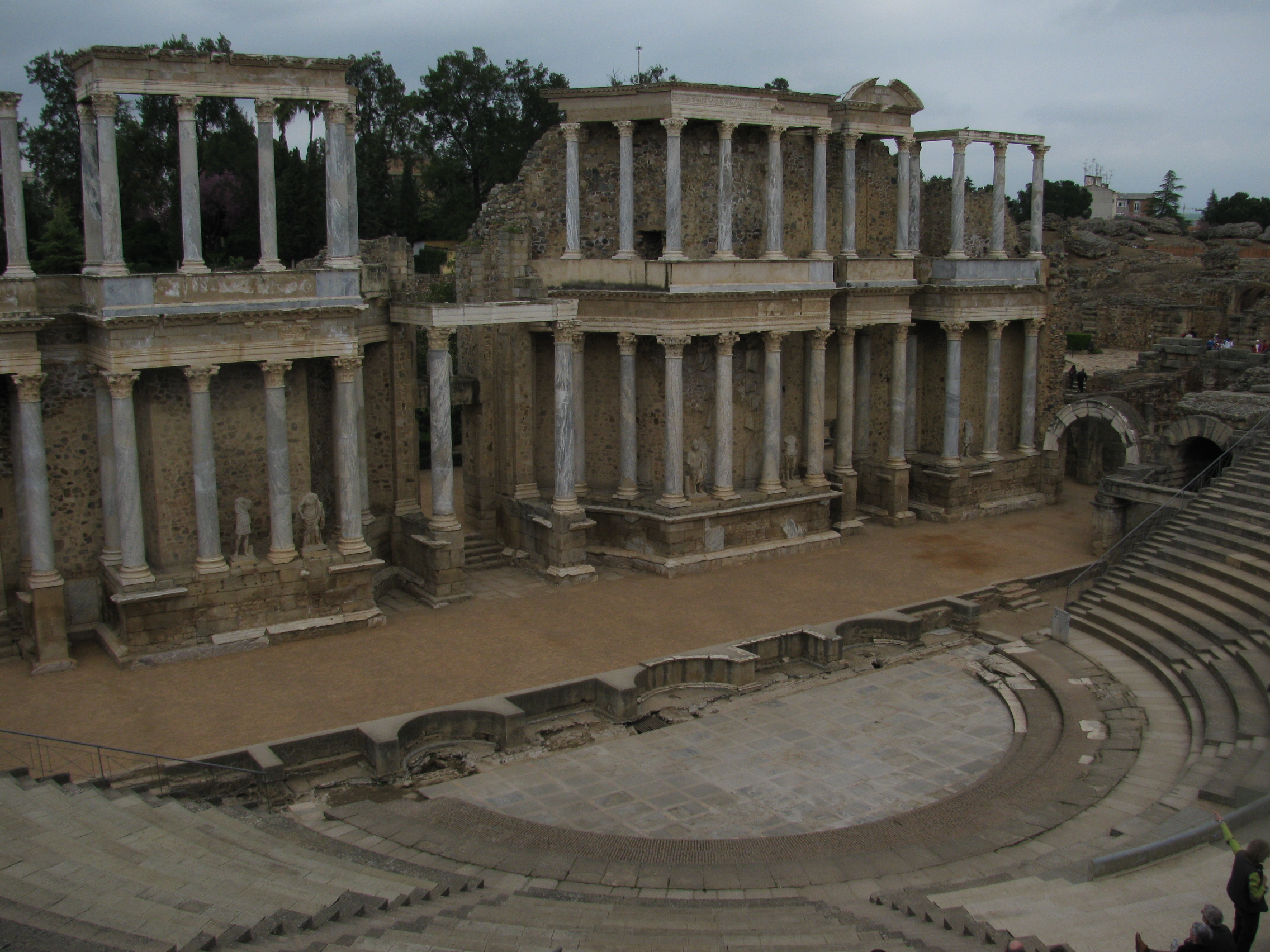
Давньоримський театр в Кордові, Іспанія
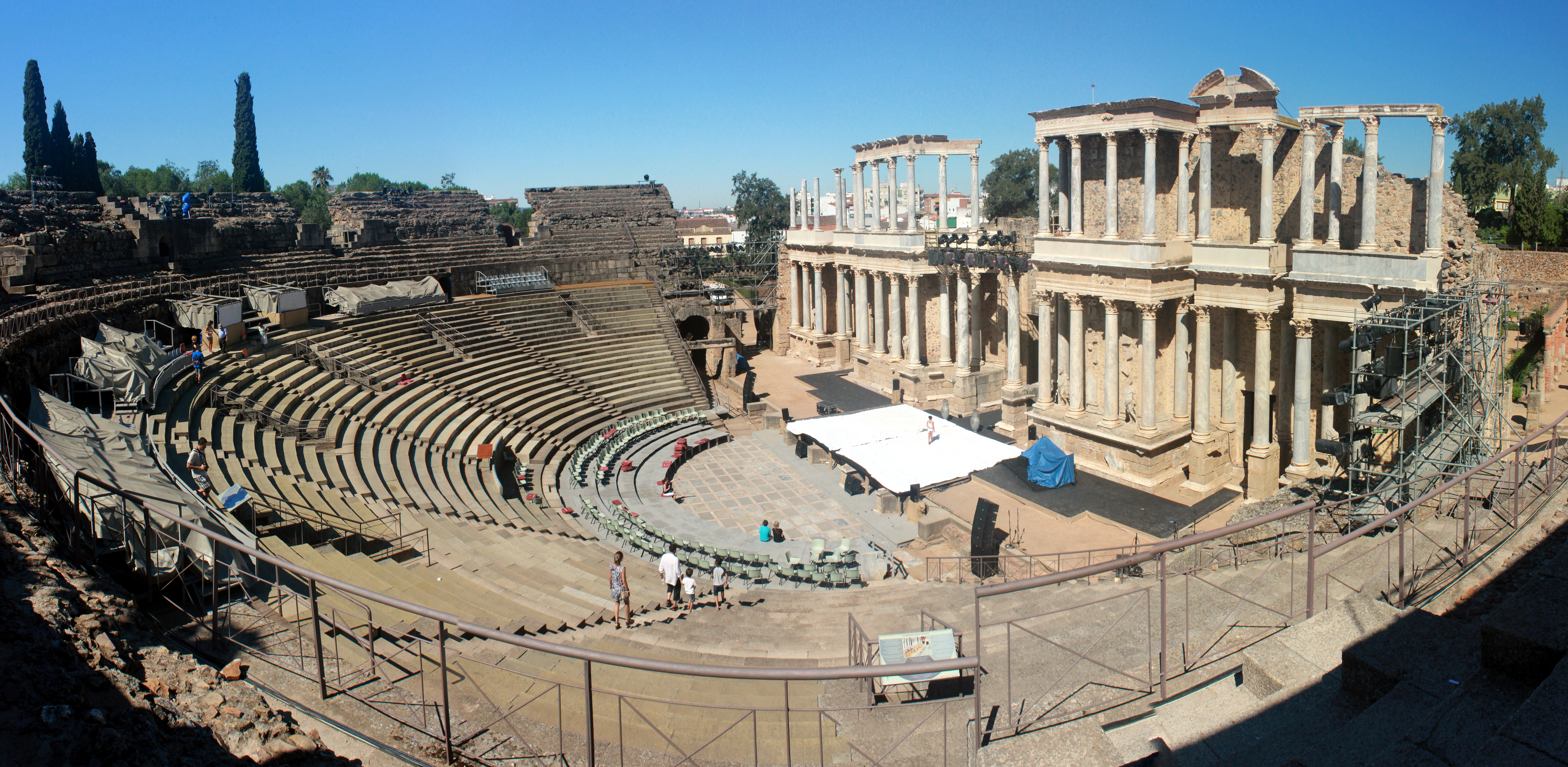
Римський театр (Мерида)
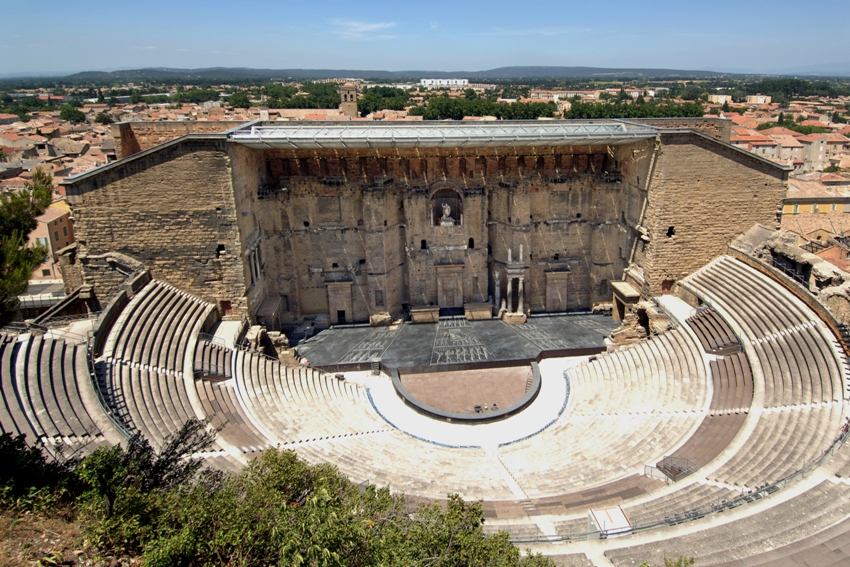
Римський театр (Оранж)
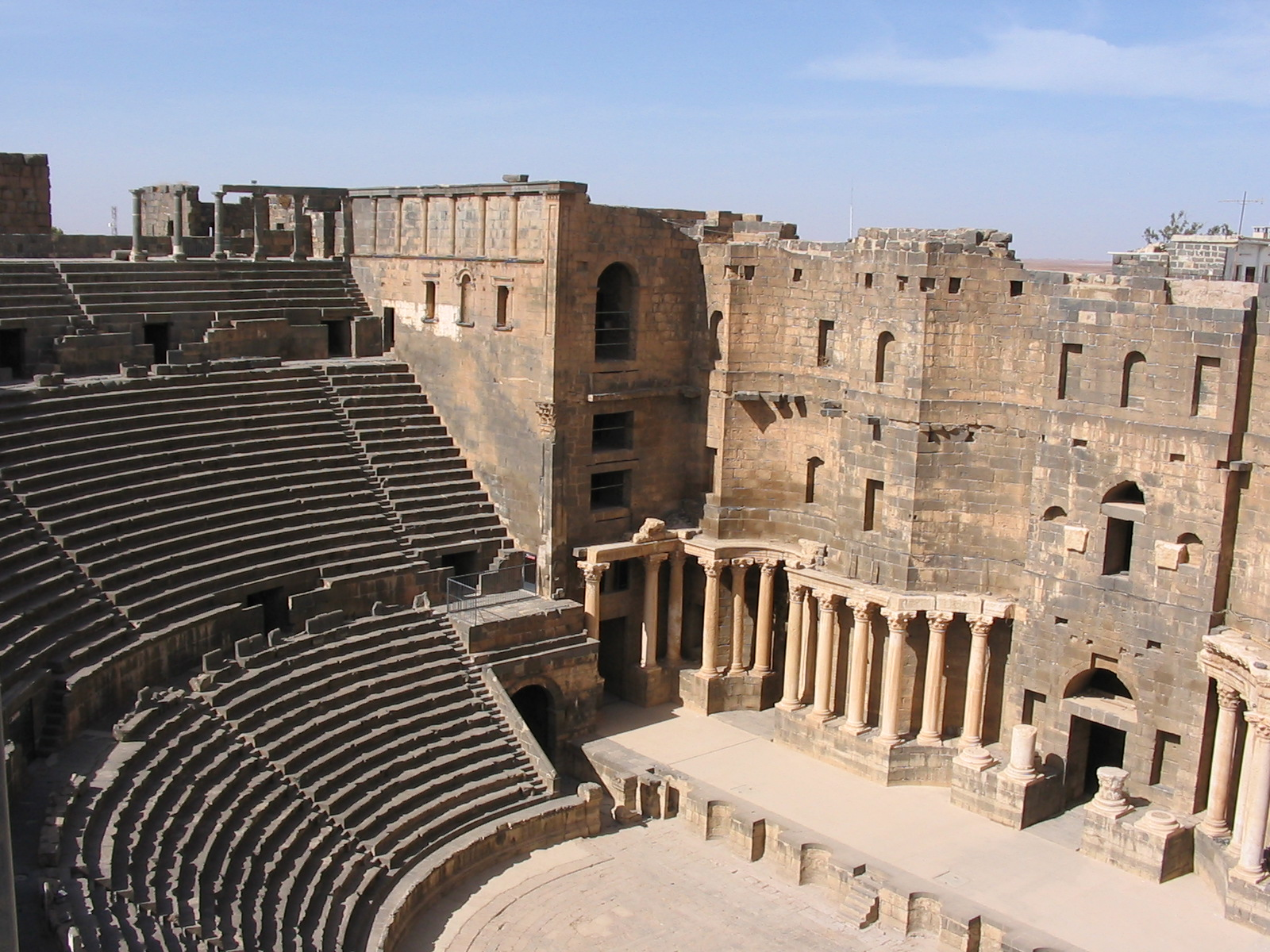
Босра, Сирія
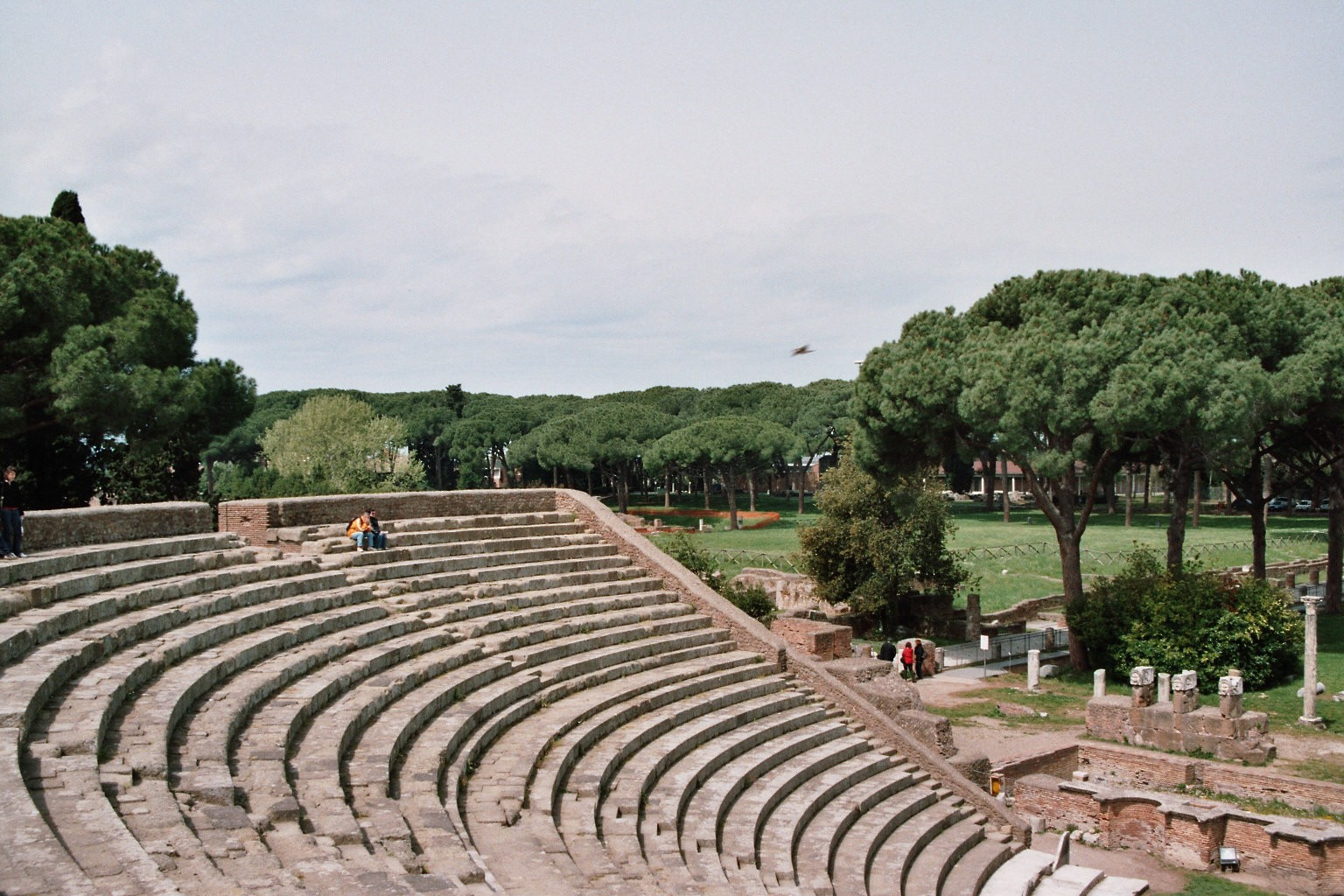
Театр в Остії

### Акведуки
Перші мости для подачі води були побудовані саме у Римі. Згодом римляни придумали досконаліші акведуки для водопостачання міст. Римляни були найкращими будівельниками і інженерами у всій імперії. Вони будували великі кам'яні мости — віадуки.

### Культурогенність Стародавнього Риму
[1] Культурогенність Стародавнього Риму для Європи та світу має високу значущість. До сих досі дослідження її елементів, що збереглися в матеріальних пам'ятниках, особливому духовному настрої не втомлюється хвилювати уми наших сучасників. Культурна спадщина Стародавнього Риму не тільки не загинуло, але, здається, має і зараз свій вплив на навколишнє. Його вплив простежується у багатьох європейських мовах, у науковій термінології, архітектурі, літератури.
Багато пам'яток римської культури збереглися до наших днів. Латинська мова протягом Середньовіччя та Нового часу був мовою всіх освічених людей, досі він використовується в науковій термінології, особливо в медицині, біології, юриспруденції, а також у природничих та суспільних науках. На основі латинської мови виникла ціла група романських мов, якими розмовляють народи значної частини Європи. Визначні астрономи середньовіччя Галілео Галілей, Микола Коперник, Йоган Кеплер - спиралися на праці Аристарха Самоського та її теорію звернення Землі та планет навколо Сонця. Теорема Піфагора, геометрія Евкліда, закон Архімеда - стали основою шкільного навчання у фео- далекої Європи.
Християнство, що ввібрало в себе цінності античної культури, стало провідною світовою релігією. Римське право лягло основою всіх систем права західноєвропейських країн. Сучасні види та жанри літератури також сягають античності. До неї постійно зверталися європейський театр, драматургія та література. Римська архітектура, що спиралася на грецькі канони, стала основою європейської архітектури епохи Відродження та Нового часу.
До найвидатніших досягнень римлян належить створена ними правова система, що зіграла вирішальну роль подальшому розвитку юридичної думки.
І, нарешті, саме Стародавній Рим став колискою християнства - релігії, що об'єднала всі європейські народи і величезною мірою вплинула на долі людства.
Елліністичні держави
Елліністичні держави, що виникли у 4 ст. до нашої ери, існували порівняно недовго. Вже 1 ст. більшість із них було завойовано Римом. З цього часу центром античної культури стає територія сучасної Італії. Багато в чому, спираючись на грецьку культуру, римська культура змогла розвинути деякі її досягнення, внести нове, властиве лише римській державі.
За часів свого найвищого розквіту Стародавній Рим об'єднував усе Середземномор'я, включаючи Грецію. Його вплив, його культура поширювалася на значну частину Європи, Північну Африку, Близький Схід та ін. Серцем цієї величезної держави була Італія, розташована у самому центрі Середземноморський світ. Саме вона ввібрала в себе всі досягнення різноманітних культур, що у цьому регіоні.
Можна з упевненістю говорити, що надзвичайне значення у цьому мала етруська культура, що підтверджується навіть тим, що протягом кількох століть зі сторінок наукових праць не сходить визначення "загадкові етруски". Найдивнішим є те, що на відміну від інших народів Стародавнього Світу етруски ніколи не занурювалися в темряву забуття. Великий Рим багато сприйняв від їхньої культури і передав її спадщина європейської цивілізації. Після того як Рим підпорядкував етруські міста, освічені та знатні представники їхніх давніх пологів продовжували грати помітну роль. Більше того, можна сказати, що саме етруски та їхня культура визначили обличчя культури нового Риму, оскільки саме з Етрурії походили перші римські царі, багато представників законодавства, культурні діячі Фактично етруски визначили напрямок культурної політики держави. Друг імператора Актавіана Августа, покровитель поетів Гай У., Цильний Меценат, чиє ім'я стало загальним, були нащадками етруського царського роду.
Походили з етруських міст поети Публій Вергілій Марон, Авл Персії Фланк, Секст Пропорцій. Найближчий друг знаменитого римського оратора, політичного діяча та філософа Цицерона, Авл Цецина належав до найдавнішого етруського роду, який правив у місті Вольтерри. Виявлений археологами склеп цієї сім'ї використовувався багато століть. Останнім у роді був єпископ Цецина, який помер у 1765р.
Етруська культура
На території Апеннінського півострова Етруська цивілізація – найдавніша. У І тис. до нашої ери в Середній та Північній Італії етруски ще до римлян створили федерацію міст- країн. Кам'яні стіни та будівлі, чітке планування вулиць, що перетиналися під прямим кутом і орієнтованих на всі боки світла - характерні їх риси. Заснування міста для етрусків було не лише технічною проблемою. Це був священний ритуал, у якому відбилися уявлення етрусків про місто як про земну подобу космічного порядку. Тому перш ніж заснувати місто, вони дізнавалися про волю богів по польоту птахів. Потім жрець визначав священне місце – центр міста.
Через центр проводили дві основні осі: одну- з сходу на захід, другу з півночі на південь. Лише після цього, засновник міста, вкривши голову хусткою, прокладав плугом з бронзовим лемешом борозну навколо території майбутнього міста. Після цього починалося будівництво міських будинків та архітектурних споруд. Етруски зробили великий внесок у розвиток архітектури, першими почавши будувати будівлі з купольним склепінням, що зводився з клиноподібних балок.
Етрускам належить винахід римських цифр, латинський алфавіт, поширений переважно Європи та світу - етруського походження. Археологічні розкопки виявили численні пам'ятки їхньої культури: гробниці з настінними розписами, саркофаги, похоронні урни, зброя, ювелірні вироби, домашню начиння, теракотову та бронзову скульптуру. Високого рівня досягла кераміка, особливо характерні зачорнені при випаленні та покриті лаком судини, що імітують вироби з металу. Образотворчому мистецтву етрусків властиві реалізм, прагнення передати найбільше суттєві риси. Особливо це стосується портрета, зовсім далекого від ідеалізації. Прагнення досягнення подібності дозволило накопичити істотний досвід, завдяки чому римський портрет, як прямий спадкоємець етрусків, досяг згодом такої досконалості.
Під час розкопок було знайдено близько 10 тисяч написів, проте розшифрувати вдалося лише кілька слів, мова етрусків досі незрозуміла і є загадкою для вчених. Написи, що збереглися, етруською мовою читаються досить легко, адже етруський алфавіт заснований на давньогрецькій. Але, прочитуючи слова, вчені що неспроможні зрозуміти їх значення. Успіхи незначні: за 100 з лишком років розгадано близько 100 слів, і те, ймовірно. Причина у тому, що ні серед стародавніх, ні серед сучасних мов не знайдено спорідненої етруської.
В етруської релігії велике значення мало мистецтво ворожіння з нутрощів тварин, польоту птахів, тлумачення різних знамень - незвичайних явищ природи, пантеон богів загалом відповідав грецькому, але етруски поклонялися також безлічі добрих і злих духів демонів. Великий вплив на їхню культуру надали греки, що з'явилися в Італії під час Великої колонізації /УШ-У1 ст. до нашої ери/. Етруски наслідували їх у формах та орнаменті кераміки, будували храми за грецькими зразками, етруські божества все більше і більше набували функцій грецької міфології, ними був запозичений гомерівський епос. У свою чергу, етруски вплинули на сусідні італійські племена. Одне з них, ла т ин, займало Лікій - територію в центральній частині Апеннінського півострова, саме тут і виникло місто Рим – майбутня столиця величезної імперії.
У розпорядженні істориків є рідкісний матеріал для вивчення різних сторін життя стародавньої Етрурії. Тоді чому ж протягом століть етруски залишаються "загадковими"? Справа в тому, що вчені не знають найголовнішого: хто вони, коли і як з'явилися в Італії, якою мовою говорили. Причому пошуки їхнього коріння були предметом суперечок ще античних письменників. Почавши в давнину, цю дискусію продовжують сучасні дослідники. Деякі дослідники припускають, що саме етруски заснували Рим, підкріплюючи цю думку тим, що в період правління царів етруської династії Тарквінієв Рим став наймогутнішим містом.
Рим воістину "вічне місто", і не тільки тому, що, вийшовши з темряви варварства в УШ в. до нашої ери він продовжує стояти на берегах річки Тібр і в наш час. За свою майже тритисячолітню історію він пройшов шлях від маленької селянської громади до світової держави, створивши культуру, яка лягла в основу нашої цивілізації. Герої Риму через тисячу років після його падіння залишилися постійними супутниками людини європейської культури. Філософи та поети, політики та полководці розмовляли з нами, сперечалися та спростовували, любили і ненавиділи, мов своїх сучасників.
Початок історії Риму здійснювався в нижній течії річки Тібр на Апенніському півострові. На лівому березі Тибра тут розташований ланцюг пагорбів, що височіють над болотами.
Найраніше поселення римлян, одного з племен латинян, з'явилося на пагорбі Палантін. З крутими схилами, оточений болотами, він був зручним притулком від ворогів. Поряд проходила "соляна дорога", якою в глиб Італії доставляли випарену з морської води сіль. Місце було жвавим, жвавим. Поступово навколо поселення на Палантине об'єднувалися селища, розташовані на сусідніх пагорбах - Есквілін, Квірінале, Цілії, Капітолії, Вілінале та Авентіне. Тому Рим часто називають "містом на семи Пізніше римляни створили легенду, згідно з якою засновником Риму був цар Ромул, і дуже точно вирахували дату цієї знаменної події – 21 квітня 753р. до нашої ери. Початок римської історії, за традицією, відносять до 753г. до нашої ери - часу заснування міста.
Перший, царський, період – охоплює УШ-Пвв. до нашої ери, до кінця його Рим склався як місто – держава грецького типу. За переказами, у Римі правили семеро царів, причому троє останніми були етруське походження. При них місто було обнесене кам'яною стіною, проведена каналізація, побудований перший цирк для гладіаторських ігор. Від етрусків римляни успадкували ремісничу та будуєте ну техніку, писемність, так звані римські цифри, ворожіння польоту птахів і нутрощі тварин. Запозичені були й шати римлян – тога; архітектура будинку з атрієм – внутрішнім двориком тощо.
Рання римська релігія була анімістичною, тобто. визнавала існування всіляких духів, їй були притаманні і елементи тотемізму, що позначилися, зокрема, у шануванні Капітолійської вовчиці, яка вигодувала Ромула і Рема. Поступово під впливом етрусків, що представляли, як і греки, богів у людському образі, римляни перейшли антропоморфізму. Перший у Римі храм - храм Юпітера на Капітолійському пагорбі - було збудовано етруськими майстрами.
Поряд із богами римляни продовжували шанувати і безособові сили. Розташованими до людям вважалися мани – душі померлих, генії – духи – покровителі чоловіків, лари – охоронці домашнього вогнища та сім'ї, пенати - покровителі будинку та міста. Злими духами вважалися ларви душі похованих покійників, лемури-примари мерців, які переслідують людей та інших. Вже царську епоху можна побачити певний формалізм щодо римлян до релігії. Релігія була потужним соціальним інститутом, який відав усіма головними функції були розподілені між різними жерцями, об'єднаними у колегії. Верховними жерцями були понтифіки, здійснювали нагляд над іншими жерцями, знали обрядами, похоронним культом та інших. Одним із важливих їх обов'язків було складання календарів, у яких відзначалися дні, сприятливі щодо зборів, укладання договорів, початку військових дій тощо. Існували спеціальні колегії жерців - провісників: авгури ворожили по польоту птахів, вітрильники за нутрощами жертовних тварин і т. д., як і в Греції, жерці в Римі - не особлива каста, а виборні посадові особи. За переказами, етруське панування у Римі скінчилося в 510 р. до нашої ери внаслідок повстання проти останнього царя Тарквінію Гордого (534 (533) – 510 (509) до нашої ери).
Рим стає аристократичною рабовласницькою республікою. Період ранньої республіки охоплює У1 – Ш ст. до нашої ери. В цей час Риму вдалося підкорити всю територію Апеннінського півострова. Велику роль у розвитку раннеримської культури зіграло завоювання грецьких міст Південної Італії, що прискорило прилучення до високої грецької культури. У 1У ст. до нашої ери, головним чином серед верхніх верств римського суспільства, починають поширюватися грецьку мову, деякізвичаї, зокрема, гоління бороди, коротка стрижка волосся. У цей же час відбувається заміна старого етруського алфавіту грецьким, який найбільше підходить до звуків латинської мови. Тоді ж запроваджується і мідна монета за грецьким зразком. До 1У ст. належить зародження театру Римі. За прикладом етрусків було введено сценічні ігри, які виконували професійні артисти. У середині. У ст. у Римі були надалі основою розвитку римського, а, згодом і європейського права. У них знайшли відображення особливий устрій римської сім'ї, зв'язок громадянства та землеволодіння, утверджувалася рівність громадян перед законом. З освітою громадянської громади, республіканського ладу пов'язане виникнення ораторського мистецтва. Воно виросло в особливий жанр, в якій поєднувалися багато здібностей особистості, від чого залежала їхня популярність і добробут. Виступи сенаторів у сенаті, посадових осіб у комуціях /народних зборах/ вимагали знань та мистецтва переконувати слухачів. В епоху ранньої республіки в основних рисах складається організація римського війська з його прославленою дисципліною, яка багато в чому зумовила військові успіхи Риму. Основною одиницею римської армії був легіон /від 3 до 6 тисяч піхотинців-легіонерів/, що ділився у різні періоди історії на маніпури, центури, кагорти. До складу його входили кіннота та допоміжні війська. Римляни зробили військову кар'єру надзвичайно престижною і звели її до рангу спеціальної освіти. Для цього будувалися тимчасові укріплені табори з чітким плануванням, проводилися численні навчання. Дисципліна у війську підтримувалася за допомогою суворих покарань та нагород. Як покарання виступали страти, вигнання та інші дрібніші кари. Найвищими ж нагородами були вінок із дубового листя та золотий вінець тому, хто перший піднімався на стіну ворожого міста. Вищою нагородою полководцю служив тріумф – урочистий в'їзд на колісниці на вершину Капітолія. Подальший розвиток Римської республіки тривав у III-I ст. до нашої ери (60-х рр.), Рим вів постійні війни за панування у всьому Середземномор'ї.
Вирішальними етапами цієї боротьби було руйнування Карфагена (головного суперника Риму) і перетворення Греції та Македонії в римські провінції. На середину XI століття до нашої ери Рим стає потужною середземноморською державою,  проте приблизно в цей час у державі змінюється внутрішньополітична обстановка - починаються громадянські війни, що призвели до падіння республіки. Тимчасова військова диктатура, наприклад, Сулли (138-78 рр.) чи Цезаря / 102 бо 100 - 44 рр./ до кінця першого століття до нашої ери змінюється принципатом – спадковою диктатурою під республіканською оболонкою. Римська культура пізньреспубліканської епохи являла собою поєднання багатьох почав /етруського, споконвіку римського, італійського, грецького/, що зумовило її еклектизм